# Cantonul Lasalle
Cantonul Lasalle este un canton din arondismentul Le Vigan, departamentul Gard, regiunea Languedoc-Roussillon, Franța.

## Comune
- Colognac
- Lasalle (reședință)
- Monoblet
- Saint-Bonnet-de-Salendrinque
- Sainte-Croix-de-Caderle
- Saint-Félix-de-Pallières
- Soudorgues
- Thoiras
- Vabres